# Ija Andruszczak
Ija Rafaeliwna Andruszczak, ukr. Ія Рафаелівна Андрущак (ur. 13 marca 1987 w Leningradzie) – ukraińska piłkarka i futsalistka, grająca na pozycji pomocnika, reprezentantka Ukrainy, trenerka piłkarska.

## Kariera piłkarska

### Kariera klubowa
Matka z zawodu jest inżynierem, która po ukończeniu studiów w Petersburgu przeniosła się do Chmielnickiego. W wieku czternastu lat zaczęła grać w piłkę nożną w Szkole Sportowej nr 1 w Chmielnickim, gdzie jej trenerką była Ołena Mychajło. W 2003 rozpoczęła zawodową karierę klubową w seniorskiej drużynie Łehenda Czernihów, skąd w 2007 przeniosła się do Żytłobud-1 Charków. Również grała w drużynie futsalowej Olimpik Dniepropetrowsk. Na początku 2012 roku wraz z inną Ukrainką Darią Woroncową wyjechała do Rosji, gdzie została zawodniczką Kubanoczki Krasnodar. Po półtora roku dołączyła do klubu Zwiezda-2005 Perm. Wiosną 2017 zawodniczka wróciła do ojczyzny, do Żytłobud-1 Charków. 28 marca 2019 podpisała kontrakt z Żytłobud-2 Charków, który w 2022 zmienił nazwę na Worskła Połtawa.

### Kariera reprezentacyjna
24 października 2010 roku zadebiutowała w seniorskiej kadrze narodowej w przegranym 0:3 meczu towarzyskim z Rosją. Wcześniej broniła barw juniorskiej reprezentacji U-19.

## Kariera trenerska
8 listopada 2023 roku została mianowana na stanowisko głównego trenera męskiej juniorskiej drużyny Worskła Połtawa U-19. 14 czerwca 2024 awansowała na prowadzenie drugiej drużyny Worskły.

## Sukcesy i odznaczenia

### Sukcesy klubowe
Łehenda Czernihów
- mistrz Ukrainy (1): 2005
- wicemistrz Ukrainy (2): 2004, 2006
- zdobywca Pucharu Ukrainy (1): 2005
- finalista Pucharu Ukrainy (3): 2003, 2004, 2006

Żytłobud-1 Charków
- mistrz Ukrainy (3): 2008, 2011, 2017/18
- wicemistrz Ukrainy (4): 2007, 2009, 2010, 2017
- zdobywca Pucharu Ukrainy (5): 2007, 2008, 2010, 2011, 2017/18
- finalista Pucharu Ukrainy (1): 2009

Olimpik Dniepropetrowsk (futsal)
- wicemistrz Ukrainy (1): 2009/10

Zwiezda-2005 Perm
- mistrz Rosji (2): 2014, 2015
- wicemistrz Rosji (2): 2013, 2016
- zdobywca Pucharu Rosji (3): 2013, 2015, 2016

Żytłobud-2 Charków/Worskła Połtawa
- mistrz Ukrainy (2): 2019/20, 2022/23
- wicemistrz Ukrainy (2): 2018/19, 2020/21
- zdobywca Pucharu Ukrainy (3): 2019/20, 2020/21, 2021/22